# Андецено
Андецено (итал. Andezeno) је насеље у Италији у округу Торино, региону Пијемонт.
Према процени из 2011. у насељу је живело 1744 становника. Насеље се налази на надморској висини од 278 м.

## Становништво
Према резултатима пописа становништва 2011. у општини је живело 1.966 становника.
| 1931. | 1936. | 1951. | 1961. | 1971. | 1981. | 1991. | 2001. | 2011. |
| ----- | ----- | ----- | ----- | ----- | ----- | ----- | ----- | ----- |
| 1.113 | 927   | 982   | 1.108 | 1.337 | 1.607 | 1.693 | 1.705 | 1.966 |